# Inhumas
Inhumas est une municipalité brésilienne de l'État de Goiás et la microrégion d'Anápolis.